# Gabriel von Max
Gabriel Cornelius Ritter von Max (23 augustus 1840, Praag - 24 november 1915, München; tot 1900 Gabriel Cornelius Max) was een Duitse schilder en professor voor historische schilderijen aan de Koninklijke Academie van de Beeldende Kunsten. Hij was ook een darwinist en een spiritist. Gabriel von Max is de zoon van de beeldhouwer Joseph Max en zijn vrouw Anna Schumann.

Selectie
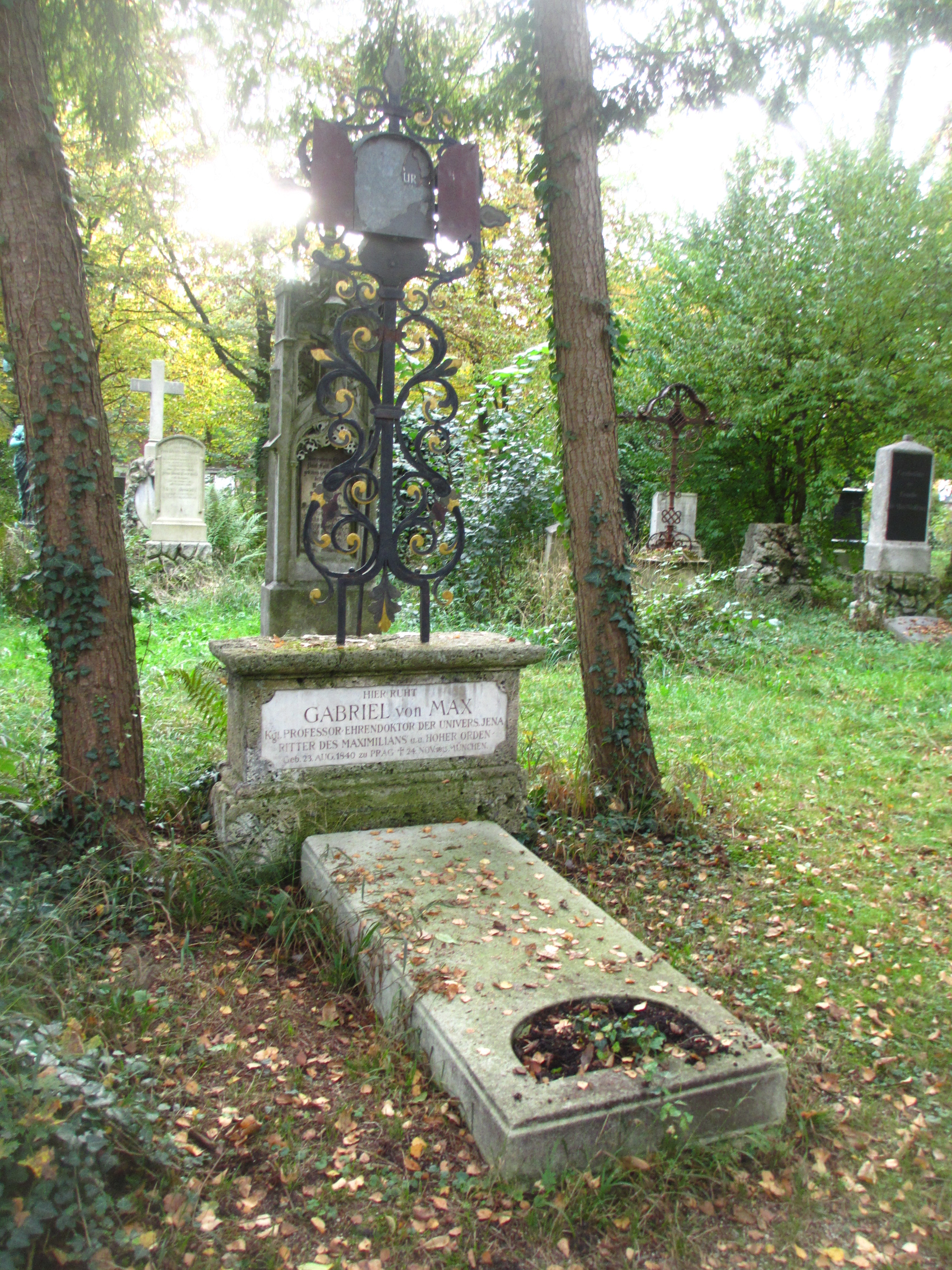
Graf van Gabriel von Max op de Alter Südlicher Friedhof in München
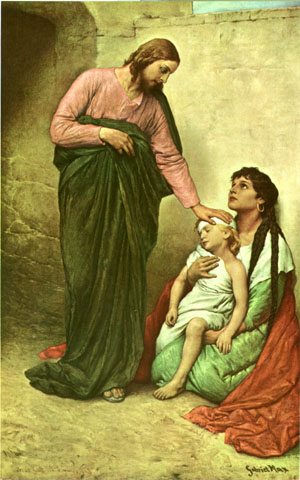
Gabriel von Max: Jezus geneest de zieken
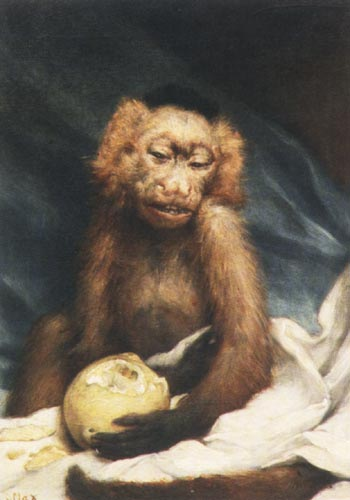
Gabriel von Max: „Zure ervaring“ (Aapje met citroen)
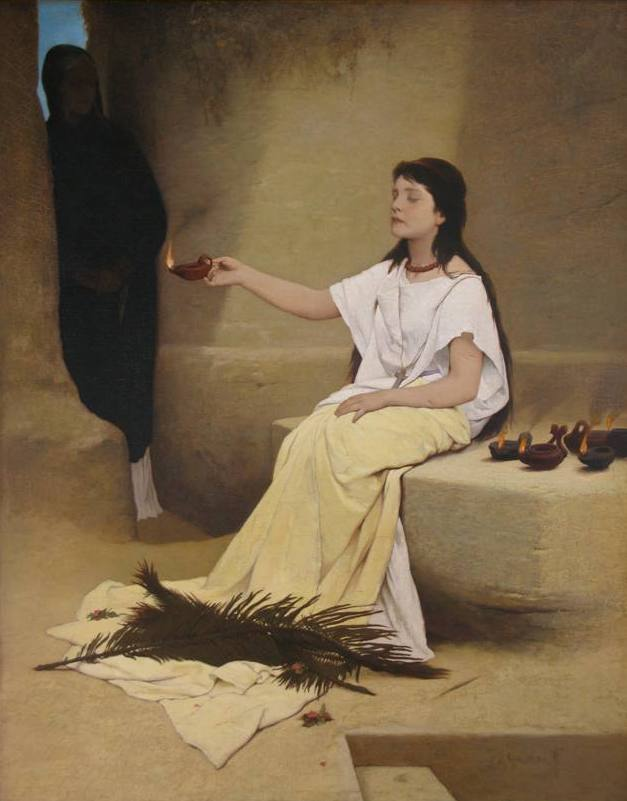
Licht
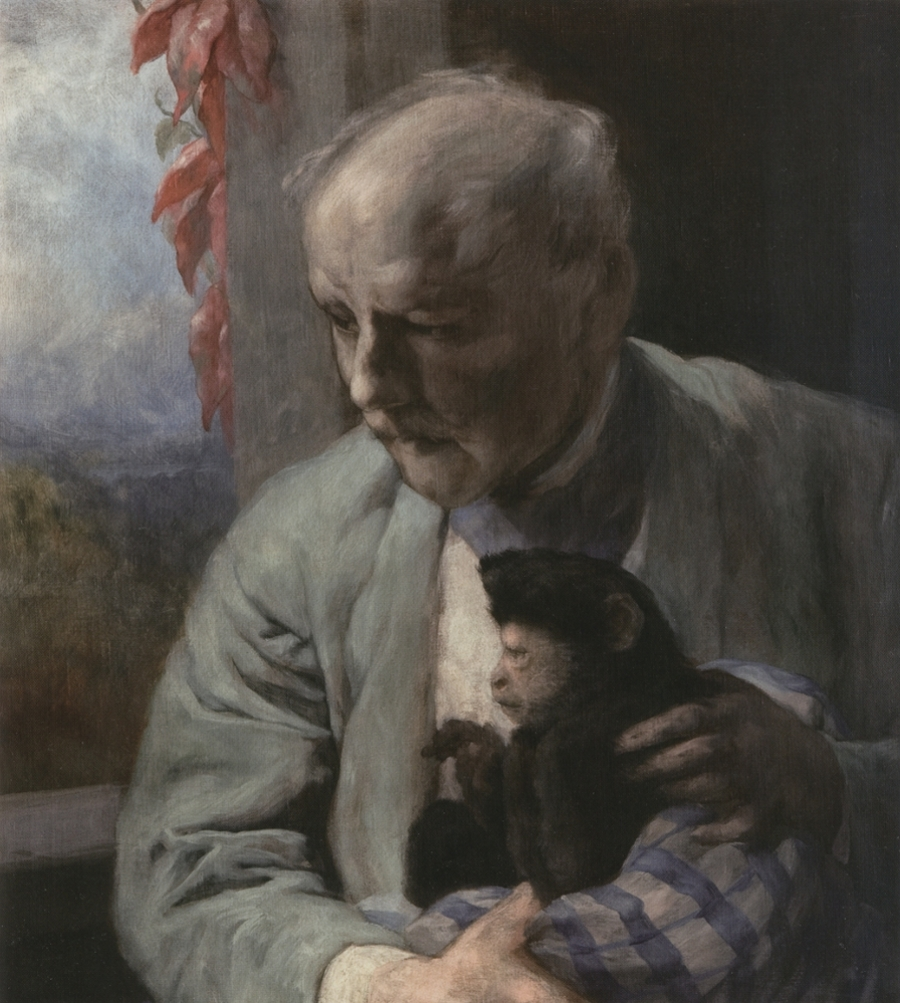
Gabriel von Max - Zelfportret met apen - 1910

## Bron
- Dit artikel of een eerdere versie ervan is een (gedeeltelijke) vertaling van het artikel Gabriel von Max op de Duitstalige Wikipedia, dat onder de licentie Creative Commons Naamsvermelding/Gelijk delen valt. Zie de bewerkingsgeschiedenis aldaar.

- Bibsys: 1470399605988
- Bibliothèque nationale de France: cb149138759 (data)
- Gemeinsame Normdatei: 118887262
- International Standard Name Identifier: 0000 0001 2117 5983
- Library of Congress Control Number: no2007030014
- MusicBrainz: 4a023fb1-49bc-47d3-82c6-c044fbbb463c
- Nationale Bibliotheek van Tsjechië: pna2011634203
- Nederlandse Thesaurus van Auteursnamen: 120800985
- Réseau des bibliothèques de Suisse occidentale: 02-A018669442
- RKD-Nederlands Instituut voor Kunstgeschiedenis: 54160
- SNAC: w6zk77rs
- Système universitaire de documentation: 148487505
- Union List of Artist Names: 500005165
- Virtual International Authority File: 810280
- WorldCat: E39PBJmdwgr7KvVFhwK64HTj4q